# Une liaison pornographique
Une liaison pornographique és una pel·lícula belga-franco-suisso-luxemburguesa dirigida per Frédéric Fonteyne amb un guió de Philippe Blasband, que fou estrenada el 1999.

## Sinopsi
Un home i una dona es reuneixen per satisfer una fantasia sexual. Però, de forma insidiosa, sorgeixen sentiments i es crea una relació. El sexe ja no és l'únic que els uneix.

## Comentaris
Mai no sabrem res sobre la naturalesa pornogràfica de l'aventura. D'altra banda, la pel·lícula dissecciona les actituds envers aquesta connexió, i els "relliscos" quan sorgeixen els esdeveniments externs, els sentiments, la humanitat dels personatges. Se n'ha fet una versió teatral.

## Repartiment
- Nathalie Baye: « Ella »
- Sergi López i Ayats: « Ell »
- Jacques Viala: veu de l'entrevistador
- Paul Pavel: Joseph Lignaux
- Sylvie Van den Elsen: Mme Lignaux
- Pierre Gerranio
- Hervé Sogne
- Christophe Sermet

## Premis
- 45a edició dels Premis Sant Jordi de Cinematografia: Premi al millor actor espanyol (Sergi López).[5]
- 56a Mostra Internacional de Cinema de Venècia: Copa Volpi a la millor actriu i premi Passinetti al millor actor.[6]